# Hans Bernhardt
Hans Bernhardt (28. januar 1906 i Leipzig - 29. november 1940 i Amsterdam) var en tysk cykelrytter som deltog i OL 1928 i Amsterdam.
Bernhardt vandt en bronzemedalje i cykling under OL 1928 i Amsterdam. Han kom på en tredjeplads i disciplinen tandem sammen med Karl Köther.
Han blev dræbt under 2. verdenskrig.